# Siergiej Tarasow
Siergiej Borisowicz Tarasow (ros. Сергей Борисович Тарасов, ur. 15 lutego 1965 w Staroalejskoje) – rosyjski biathlonista reprezentujący też ZSRR, czterokrotny medalista olimpijski i wielokrotny medalista mistrzostw świata.

## Kariera
W Pucharze Świata zadebiutował 16 grudnia 1989 roku w Obertilliach, zajmując drugie miejsce w sprincie. Tym samym już w swoim debiucie nie tylko zdobył pierwsze punkty, ale stanął na podium. W zawodach tych rozdzielił Birka Andersa z NRD i Eirika Kvalfossa z Norwegii. W kolejnych startach jeszcze 13 razy stawał na podium, odnosząc przy tym cztery zwycięstwa. Trzykrotnie triumfował w biegu indywidualnym: 9 grudnia 1993 roku w Bad Gastein, 20 lutego 1994 roku w Lillehammer i 4 lutego 1996 roku Ruhpolding, a raz był najlepszy w sprincie: 19 stycznia 1991 roku w Ruhpolding. Ostatnie podium w zawodach tego cyklu wywalczył 15 marca 1997 roku w Nowosybirsku, zajmując trzecie miejsce w sprincie. Najlepsze wyniki osiągał w sezonie 1995/1996, kiedy zajął szóste miejsce w klasyfikacji generalnej i drugie w klasyfikacji biegu indywidualnego. Ponadto w sezonie 1990/1991 był trzeci w klasyfikacji sprintu.
Z mistrzostw świata w Lahti w 1991 roku wrócił z dwoma medalami. Wspólnie z kolegami z reprezentacji zdobył brązowy medal w biegu drużynowym, a następnie srebrny w sztafecie. Na rozgrywanych dwa lata później zdobył medale we wszystkich swoich startach. Najpierw zajął drugie miejsce w biegu indywidualnym, rozdzielając Włocha Andreasa Zingerle i swego rodaka, Siergieja Czepikowa. Trzy dni później był trzeci w sprincie, przegrywając tylko z Niemcem Markiem Kirchnerem i Jonem Åge Tyldumem z Norwegii. Następnie razem z Walerijem Miedwiedcewem, Walerijem Kirijenko i Siergiejem Czepikowem zdobył srebrny medal w sztafecie. Kolejne trzy medale przywiózł z igrzysk olimpijskich w Lillehammer w 1994 roku. Był tam najlepszy w biegu indywidualnym i trzeci w sprincie, plasując się za Czepikowem i Niemcem Ricco Großem. Ponadto sztafeta Rosji w składzie Walerij Kirijenko, Władimir Draczow, Siergiej Tarasow i Siergiej Czepikow zdobyła srebrny medal. W tym samym roku zdobył też srebrny medal w biegu drużynowym podczas mistrzostw świata w Canmore.
Swoje ostatnie złote medale zdobył na mistrzostwach świata w Ruhpolding w 1996 roku. Był tam najlepszy w biegu indywidualnym, wyprzedzając Draczowa i Wadima Saszurina z Białorusi, a razem z Wiktorem Majgurowem, Władimirem Draczowem i Aleksiejem Kobielewem zwyciężył w sztafecie. Podczas rozgrywanych rok później mistrzostw świata w Osrblie tylko raz stanął na podium - w biegu pościgowym był drugi, plasując się za Majgurowem a przed Norwegiem Ole Einarem Bjørndalenem. Na tej samej imprezie był też między innymi piąty w sprincie i ósmy w sztafecie. Brał również udział w igrzyskach olimpijskich w Nagano w 1998 roku, zdobywając razem z Draczowem, Majgurowem i Pawłem Muslimowem brązowy medal w sztafecie. W startach indywidualnych plasował się na 15. miejscu w biegu indywidualnym i 22. w sprincie. W międzyczasie wywalczył też złoty medal w biegu indywidualnym i srebrny w sprincie podczas mistrzostw Europy w Ridnaun.
Tarasow znalazł się także w składzie reprezentacji Wspólnoty Niepodległych Państw na Zimowe Igrzyska Olimpijskie 1992 w Albertville. Nie wystąpił jednak w żadnej z konkurencji, bowiem dwa dni przed rozpoczęciem igrzysk został poddany procedurze transfuzji krwi jako formy dopingu. Przygotowana kilka dni wcześniej krew była źle przechowywana, w efekcie Tarasow stracił przytomność, zapadł w śpiączkę i znalazł się w stanie śmierci klinicznej.

## Osiągnięcia

### Igrzyska olimpijskie
| Rok  | Miejscowość | Konkurencje | Konkurencje | Konkurencje | Konkurencje | Konkurencje | Konkurencje | Konkurencje |
| Rok  | Miejscowość | IN          | SP          | PU          | MS          | RL          | MR          | SR          |
| ---- | ----------- | ----------- | ----------- | ----------- | ----------- | ----------- | ----------- | ----------- |
| 1994 | Lillehammer | 1.          | 3.          | nd.         | nd.         | 2.          | nd.         | –           |
| 1998 | Nagano      | 15.         | 22.         | nd.         | nd.         | 3.          | nd.         | –           |

### Mistrzostwa świata
| Rok  | Miejscowość | Konkurencje | Konkurencje | Konkurencje | Konkurencje | Konkurencje | Konkurencje | Konkurencje |
| Rok  | Miejscowość | IN          | SP          | PU          | MS          | RL          | MR          | SR          |
| ---- | ----------- | ----------- | ----------- | ----------- | ----------- | ----------- | ----------- | ----------- |
| 1991 | Lahti       | 10.         | 10.         | nd.         | nd.         | 2.          | nd.         | –           |
| 1993 | Borowec     | 2.          | 3.          | nd.         | nd.         | 2.          | nd.         | –           |
| 1994 | Canmore     | –           | –           | nd.         | nd.         | –           | nd.         | –           |
| 1996 | Ruhpolding  | 1.          | 9.          | nd.         | nd.         | 1.          | nd.         | –           |
| 1997 | Osrblie     | 30.         | 5.          | 2.          | nd.         | 8.          | nd.         | –           |

### Mistrzostwa Europy
| Rok  | Miejscowość | Konkurencje | Konkurencje | Konkurencje | Konkurencje | Konkurencje | Konkurencje | Konkurencje |
| Rok  | Miejscowość | IN          | SP          | PU          | MS          | RL          | MR          | SR          |
| ---- | ----------- | ----------- | ----------- | ----------- | ----------- | ----------- | ----------- | ----------- |
| 1996 | Ridnaun     | 1.          | 2.          | nd.         | nd.         | –           | nd.         | –           |

### Puchar Świata

#### Miejsca w klasyfikacji generalnej
| Sezon     | Miejsce |
| --------- | ------- |
| 1989/1990 | 37.     |
| 1990/1991 | 10.     |
| 1991/1992 | 26.     |
| 1992/1993 | 62.     |
| 1993/1994 | 7.      |
| 1995/1996 | 6.      |
| 1996/1997 | 12.     |
| 1997/1998 | 18.     |

#### Miejsca na podium chronologicznie
| Lp. | Dzień        | Rok  | Miejscowość  | Konkurencja                | Lokata | Pudła   | Czas biegu | Strata | Zwycięzca         |
| --- | ------------ | ---- | ------------ | -------------------------- | ------ | ------- | ---------- | ------ | ----------------- |
| 1.  | 16 grudnia   | 1989 | Obertilliach | Sprint na 10 km            | 2.     | 0+0     | 25:32,8    | +0,0   | Birk Anders       |
| 2.  | 19 stycznia  | 1991 | Ruhpolding   | Sprint na 10 km            | 1.     | 0+1     | 27:16,4    | –      | –                 |
| 3.  | 9 marca      | 1991 | Oslo         | Sprint na 10 km            | 2.     | 0+1     | 26:01,9    | +18,2  | Geir Einang       |
| 4.  | 11 lutego    | 1993 | Borowec      | Bieg indywidualny na 20 km | 2.     | 0+1+0+1 | 53:05,4    | +44,5  | Andreas Zingerle  |
| 5.  | 13 lutego    | 1993 | Borowec      | Sprint na 10 km            | 3.     | 1+0     | 27:30,5    | +16,2  | Mark Kirchner     |
| 6.  | 9 grudnia    | 1993 | Bad Gastein  | Bieg indywidualny na 20 km | 1.     | 0+0+1+2 | 1:04:57,9  | –      | –                 |
| 7.  | 22 stycznia  | 1994 | Anterselva   | Sprint na 10 km            | 3.     | 0+0     | 26:47,0    | +17,8  | Frank Luck        |
| 8.  | 20 lutego    | 1994 | Lillehammer  | Bieg indywidualny na 20 km | 1.     | 2+0+1+0 | 57:25,3    | –      | –                 |
| 9.  | 23 lutego    | 1994 | Lillehammer  | Sprint na 10 km            | 3.     | 1+0     | 28:07,0    | +20,4  | Siergiej Czepikow |
| 10. | 7 grudnia    | 1995 | Östersund    | Bieg indywidualny na 20 km | 2.     | 0+0+0+0 | 54:42,9    | +2,9   | Vesa Hietalahti   |
| 11. | 4 lutego     | 1996 | Ruhpolding   | Bieg indywidualny na 20 km | 1.     | 0+0+0+0 | 52:03,2    | –      | –                 |
| 12. | 30 listopada | 1996 | Lillehammer  | Sprint na 10 km            | 2.     | 0+1     | 27:59,5    | +5,8   | Sven Fischer      |
| 13. | 2 lutego     | 1997 | Osrblie      | Bieg pościgowy na 12,5 km  | 2.     | 0+1+0+0 | 33:21,9    | +6,9   | Wiktor Majgurow   |
| 14. | 15 marca     | 1997 | Nowosybirsk  | Sprint na 10 km            | 3.     | 0+1     | 27:59,9    | +42,5  | Ludwig Gredler    |